# Зібрання давньогрецької кераміки
Неповний перелік зібрань давньогрецької кераміки, критерії включення: (задовольняє принаймні одну вимогу):
- наявність значної колекції,
- наявність фотографій у Вікісховищі,
- географічна близькість до України.

## Зібрання давньогрецької кераміки за країнами

### Австралія
- Національна галерея Вікторії, Мельбурн

### Австрія
- Музей історії мистецтв, Відень

### Бразилія
- Музей мистецтва Сан-Паулу, Сан-Паулу

### Велика Британія
- Музей Фіцвільяма, Кембридж
- Британський музей, Лондон
- Ашмолеан музей, Оксфорд

### Греція
- Національний археологічний музей, Афіни
- Новий музей акрополя, Афіни
- Археологічний музей Афінської агори, Афіни
- Музей Канеллопулоса, Афіни
- Археологічний музей Керамікосу, Афіни
- Археологічний музей Іракліону, Іракліон
- Археологічний музей Олімпії, Олімпія

### Данія
- Національний музей Данії, Копенгаген

### Іспанія
- Museo Arqueológico Municipal de Cartagena[es], Картахена
- Museo Nacional de Arqueología Subacuática[es], Картахена
- Національний археологічний музей Іспанії, Мадрид
- Museo de Arqueología de Murcia[es], Мурсія

### Італія
- Міський археологічний музей, Болонья
- Григоріанський Етруський музей, Ватикан
- Національний археологічний музей, Неаполь
- Регіональний археологічний музей Антоніо Салінаса, Палермо
- Museo archeologico nazionale di Ruvo di Puglia[it], Руво-ді-Пулья
- Національний археологічний музей Флоренції, Флоренція
- Category:Fiesole Archaeological Museum, Фьєзоле

### Німеччина
- Берлінське античне зібрання, Берлін
- Martin-von-Wagner-Museum[de], Вюрцбург
- Музей землі Баден, Карлсруе
- Державне античне зібрання, Мюнхен

### Польща
- Національний музей, Варшава

### Росія
- Державний історичний музей, Москва
- Державний музей образотворчих мистецтв імені О. С. Пушкіна, Москва
- Ермітаж, Санкт-Петербург

### США
- Бостонський музей образотворчих мистецтв, Бостон
- Музей Гетті, Лос-Анджелес
- Метрополітен-музей, Нью-Йорк

### Туреччина
- Category:Bodrum museum of underwater archaeology, Бодрум
- Археологічний музей Стамбула, Стамбул

### Україна
- Донецький обласний художній музей, Донецьк
- Археологічний музей, Київ
- Національний музей історії України, Київ
- Музей мистецтв імені Богдана та Варвари Ханенків [1], Київ
- Миколаївський краєзнавчий музей, Миколаїв
- Одеський археологічний музей, Одеса
- Одеський музей західного і східного мистецтва, Одеса
- Історико-археологічний заповідник «Ольвія», Парутине
- Полтавський краєзнавчий музей, Полтава
- Херсонський краєзнавчий музей, Херсон

у Криму
- Бахчисарайський державний історико-культурний заповідник, Бахчисарай
- Євпаторійський краєзнавчий музей, Євпаторія
- Керченський історико-археологічний музей[2], Керч
- Національний заповідник Херсонес Таврійський, Севастополь
- Кримський республіканський краєзнавчий музей, Сімферополь
- Феодосійський краєзнавчий музей, Феодосія
- Ялтинський історико-літературний музей, Ялта

### Франція
- Ліонський музей красних мистецтв, Ліон
- Лувр, Париж
- Кабінет медалей, Париж
- Малий палац, Париж
- Музей археології Середземномор'я (fr), Марсель